# Phryganopteryx occidentalis
Phryganopteryx occidentalis is een vlinder uit de familie spinneruilen (Erebidae), onderfamilie beervlinders (Arctiinae). De wetenschappelijke naam van de soort is voor het eerst geldig gepubliceerd in 1959 door Hervé de Toulgoët.
Deze nachtvlinder komt voor in tropisch Afrika.